# École des hautes études en sciences sociales
École des hautes études en sciences sociales (Szkoła Zaawansowanych Badań w Naukach Społecznych, EHESS) – francuska uczelnia wyższa z siedzibą w Paryżu.
EHESS powstała w 1975 przez odłączenie się sekcji szóstej od École pratique des hautes études. Kształci ona przyszłych naukowców w następujących dziedzinach: historia, socjologia, ekonomia, antropologia, demografia, geografia, archeologia, psychologia, lingwistyka, filozofia, prawo, matematyka (zwłaszcza stosowana w naukach społecznych). Dewizą uczelni jest interdyscyplinarność.
W wyniku procesu bolońskiego, uczelnia obecnie przyjmuje studentów z dyplomem licencjata na dwuletnie studia magisterskie (master), po których można podjąć studia doktoranckie. Dyplomy wielu dziedzin są współtworzone wraz z innymi uczelniami, takimi jak École normale supérieure, École des Ponts ParisTech, École polytechnique, Institut Télécom, itp.

## Zobacz też

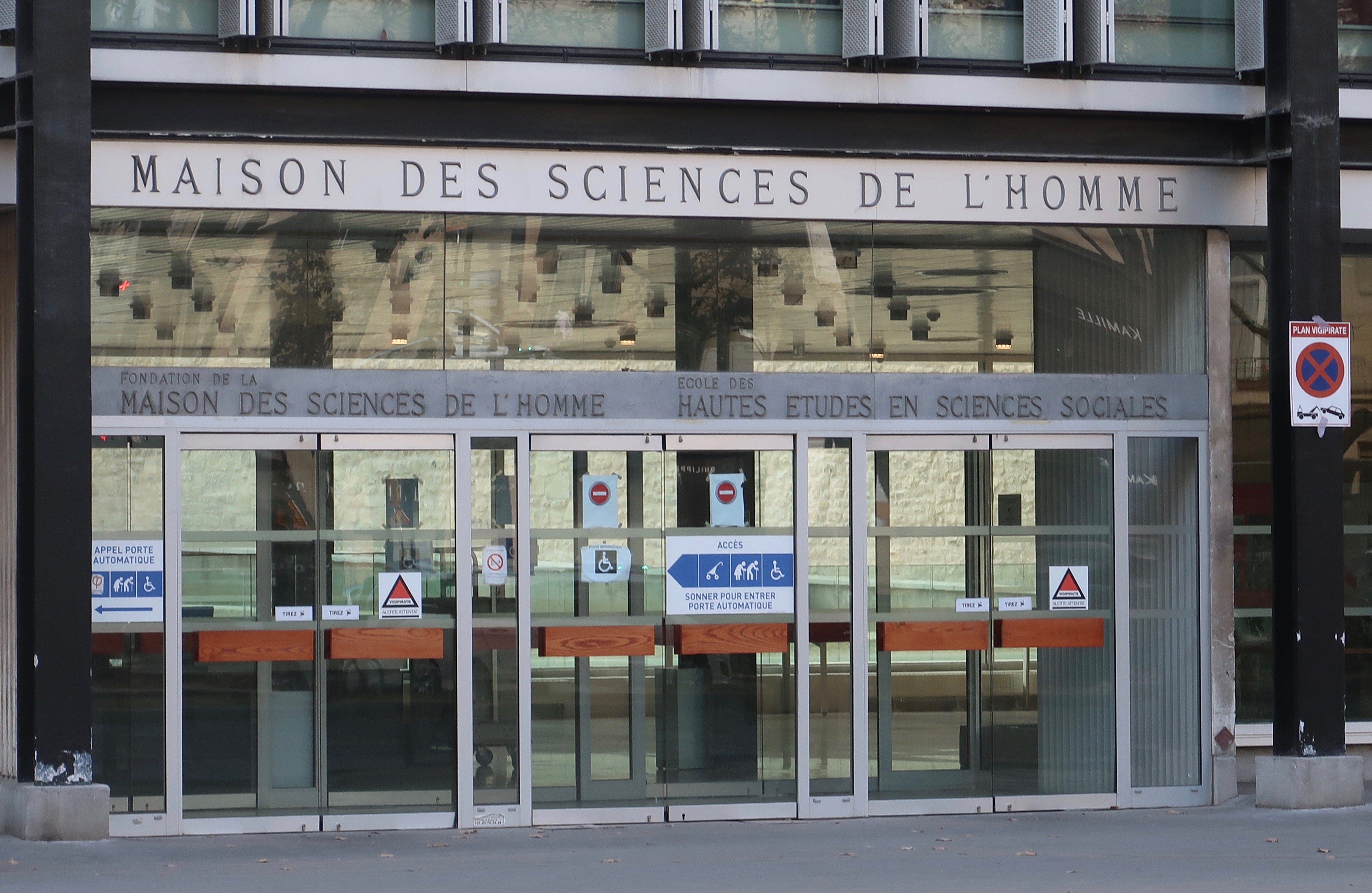
Wejście do siedziby EHESS przy bulwarze Raspail 54 w Paryżu